# Tropidomyia ornata
Tropidomyia ornata är en tvåvingeart som beskrevs av Krober 1915. Tropidomyia ornata ingår i släktet Tropidomyia och familjen stekelflugor.
Artens utbredningsområde är Kongo. Inga underarter finns listade i Catalogue of Life.